# Jean Charles Charmillon
 (octobre 2016).
Si vous disposez d'ouvrages ou d'articles de référence ou si vous connaissez des sites web de qualité traitant du thème abordé ici, merci de compléter l'article en donnant les références utiles à sa vérifiabilité et en les liant à la section « Notes et références ».
Jean Charles Charmillon dit "Charly", est un champion français de savate (Boxe française) né en 1951.
Plusieurs fois Champion de France 6 fois, 8 fois finaliste en différentes catégories, il fut également 2 fois Champion d'Europe.
Sa boxe est très technique et bénéficie de ses qualités d'anticipation et de sa célérité. Il anime le club Garchois de Boxe Française Savate.Il propose des cours adultes et enfants, responsable du Club Suresnois de Boxe Français Savate.
Il est le créateur du Body boxing, ses cours ont lieu a Garches et au Centre de Danse du Marais à Paris, son site
"Bodyboxing.com".
Coach sportif pour les entreprises et sociétés.
Avec la boxe française il a enseigné dans les écoles et les maisons d'arrêt de Paris et de la Région Parisienne.